# 羅切爾 (喬治亞州)
羅切爾（英語：Rochelle）是一個位於美國喬治亞州威爾科克斯縣的城市。

## 地理
羅切爾的座標為31°56′56″N 83°27′14″W / 31.94889°N 83.45389°W，而該地的平均海拔高度為112米（即367英尺）。

## 人口
根據2010年美國人口普查的數據，羅切爾的面積為4.90平方千米，當中陸地面積為4.90平方千米，而水域面積為0.00平方千米。當地共有人口1174人，而人口密度為每平方千米239.59人。